# Hogar a la deriva
Hogar a la deriva (雨を告げる漂流団地 Ame wo Tsugeru Hyōryū Danchi?) es una película de animación japonesa de 2022; coescrita y dirigida por Hiroyasu Ishida. Producida por Studio Colorido, la película se estrenó simultáneamente en los cines japoneses y en Netflix el 16 de septiembre de 2022.

## Sinopsis
La aventura se centra en Kōsuke y su amiga de la infancia Natsume. Los dos han entrado recientemente al sexto grado, y están entrando en una fase incómoda en su amistad y han empezado a evitarse mutuamente.
Un día durante las vacaciones de verano, visitan un edificio de apartamentos con que está a punto de ser demolido, donde los dos solían vivir. De repente, Kōsuke, Natsume y sus amigos se ven envueltos en un extraño fenómeno y todo el edificio queda rodeado por un océano. El grupo de amigos debe tratar de encontrar el camino a casa desde el edificio a la deriva.

## Reparto
| Personajes          | Seiyū            |
| ------------------- | ---------------- |
| Kosuke Kumagaya     | Mutsumi Tamura   |
| Natsume Tonai       | Asami Seto       |
| Noppo               | Ayumu Murase     |
| Taishi Koiwai       | Yumiko Kobayashi |
| Yuzuru Tachibana    | Daiki Yamashita  |
| Reina Haba          | Inori Minase     |
| Juri Ando           | Kana Hanazawa    |
| Satoko Tonai        | Nana Mizuki      |
| Yasuji Kumagaya     | Bin Shimada      |
| Ferris Wheel Spirit | Aya Endō         |
| Yasuko Kumagaya     | Rikako Aikawa    |
| Chicas Estudiantes  | Haruna Mikawa    |

## Producción y lanzamiento
La película fue anunciada por primera vez por Netflix en septiembre de 2021. Se anunció que sería producido por Studio Colorido y dirigido por Hiroyasu Ishida, con guiones de Ishida, así como de Hayashi Mori y Minaka Sakamoto. Akihiro Nagae diseñó los personajes y Umitarō Abe compuso la música. Zutomayo interpretó el tema principal de la película, "Kieteshimai Sō Desu" (Parece que me estoy desvaneciendo), así como la canción insertada "Natsugare" (Summer Slump). La película se estrenó el 16 de septiembre de 2022 en Netflix y en los cines japoneses.